# Domicella
Domicella – miejscowość i gmina we Włoszech, w regionie Kampania, w prowincji Avellino.
Według danych na 1 stycznia 2022 roku gminę zamieszkiwało 1838 osób (935 mężczyzn i 903 kobiety).